# Fiat Trattori

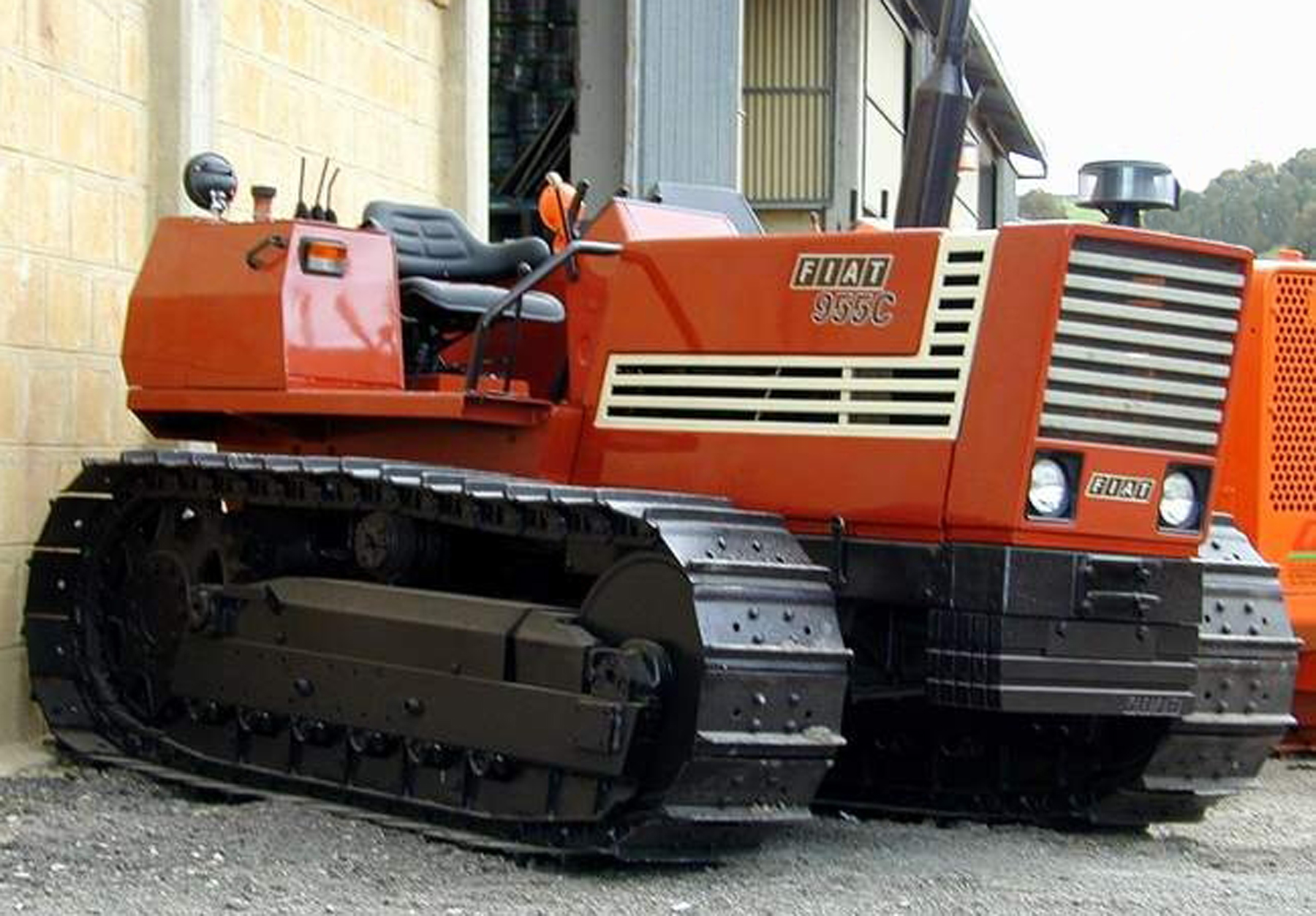
Ciągnik gąsienicowy Fiat 955C

Fiat Trattori S.p.A. była spółką grupy Fiat założoną w 1919. Fiat Trattori była producentem maszyn rolniczych w szczególności ciągników rolniczych. Przez dekady swojej historii była czołowym producentem we Włoszech i jednym z największych  na świecie; w 1991 New Holland przejął firmę Ford New Holland i zaadaptował jej markę, by zwiększyć swój status na świecie. W 1999 New Holland kupił Case IH i utworzył CNH, w którym Fiat Industrial jest większościowym udziałowcem.
Historia Fiat Trattori rozpoczęła się w 1918 r., kiedy uruchomiono produkcję pierwszego ciągnika, Fiat 702, który miał moc 30 KM. Jego następcą był 702A, B i BN wariantów, a następnie 703B i 703BN. Z tych wariantów, w produkcji do 1925 roku, Fiat Trattori osiągnął poziom 2000 wyprodukowanych sztuk.
W 1929 osiągnięto sprzedaż w wysokości 1000 ciągników na rok.
W 1932 wprowadzono do produkcji pierwszy gąsienicowy ciągnik rolniczy Fiat 700C. W tym samym roku produkcja ciągników została przeniesiona z Turynu do Modeny, gdzie zostało założone OCI (Officine Costruzioni Industriali). pierwszym ciągnikiem produkowanym w nowej fabryce był 702C z 28 Hp zamiast 35, lżejszy niż poprzednia wersja. Jego produkcją zakończono w 1950 roku, z liczbą 4,000 wyprodukowanych ciągników.
W 1967 seria "Nastro d’Oro” osiągnęła sukces w zakresie technologii, osiągów, zużycia paliwa i niezawodności i zapewniła włoskiej firmie trwały sukces na poziomie europejskim.
W 1975 Fiat Trattori kupił 20% akcji Laverda SpA, firmy założonej przez Pietro Laverda w 1873, specjalizującej się w produkcji kombajnów zbożowych od początku swojego powstania. W połowie lat 70 uruchomiono produkcję Fiatów serii 80 z (3, 4, 5 i 6 cylindrowymi) modelami Fiat 580, Fiat 680, Fiat 780, Fiat 880, Fiat 880\5 (5 cyl.), Fiat 980, Fiat 1180, Fiat 1280, Fiat 1380, Fiat 1580 i największy Fiat 1880. Te ciągniki były pierwszymi na świecie których platforma była zamontowana na silentblokach i kabinę stworzoną specjalnie dla tych ciągników, zaprojektowaną przez Pininfarina. Przez te lata, Fiat Trattori wyprodukowało 86,000 ciągników w 1976 i nie mniej niż 50 000 ciągników wyeksportowano, w porównaniu do 15 488 w 1955.
Od 1979 do 1983 Fiat rozpoczął produkcję ciągników wielkiej mocy, we współpracy z amerykańską firmą Versatile. Narodziła się wtedy nowa seria Fiat-Versatile 44: 44-23, 44-28, 44-33, 44-35 o mocy odpowiednio 230, 280, 330 i 350 koni, sprzedawanych pod marką Fiat w Europie i Versatile w Ameryce, Meksyku i Australii.
W 1977 roku produkcja Fiata od jej początków przekroczyła 1 200 000 ciągników
W 1981 Fiat kupił Laverda SpA, która rozpoczęła produkcję dla Fiat Trattori.
W 1982 roku Fiat uruchomił nową serię 66 składającą się z modeli od 45 do 80 KM, znany jako "codzienne" ciągniki, ponieważ były one przeznaczane do wykonywania codziennych zadań w gospodarstwach małych i średnich. Seria ta została również sprzedawana pod marką Hesston w Stanach Zjednoczonych, a następnie także  Fordem oraz następnie New Holland do 2003 roku
W 1977 roku Fiat przejął Hesston, amerykańskiego lidera w produkcji maszyn rolniczych oraz Braud, wiodącego producenta kombajnów do zbioru winogron, i włoskiego Agrifull,  firmy specjalizującej się w ciągnikach małej mocy. Fiat Trattori zmieniło nazwę na Fiatagri i zmieniło barwy z pomarańczowej na bordo, używane na wszystkich nowych ciągnikach. Wraz z przejęciem Hesston i Braud, Fiatagri rozpoczął również produkcję pras i sieczkarni oraz maszyny do zbioru winogron. Hesston i Braud logo nadal pojawiają się na produkowanych maszynach rolniczych.

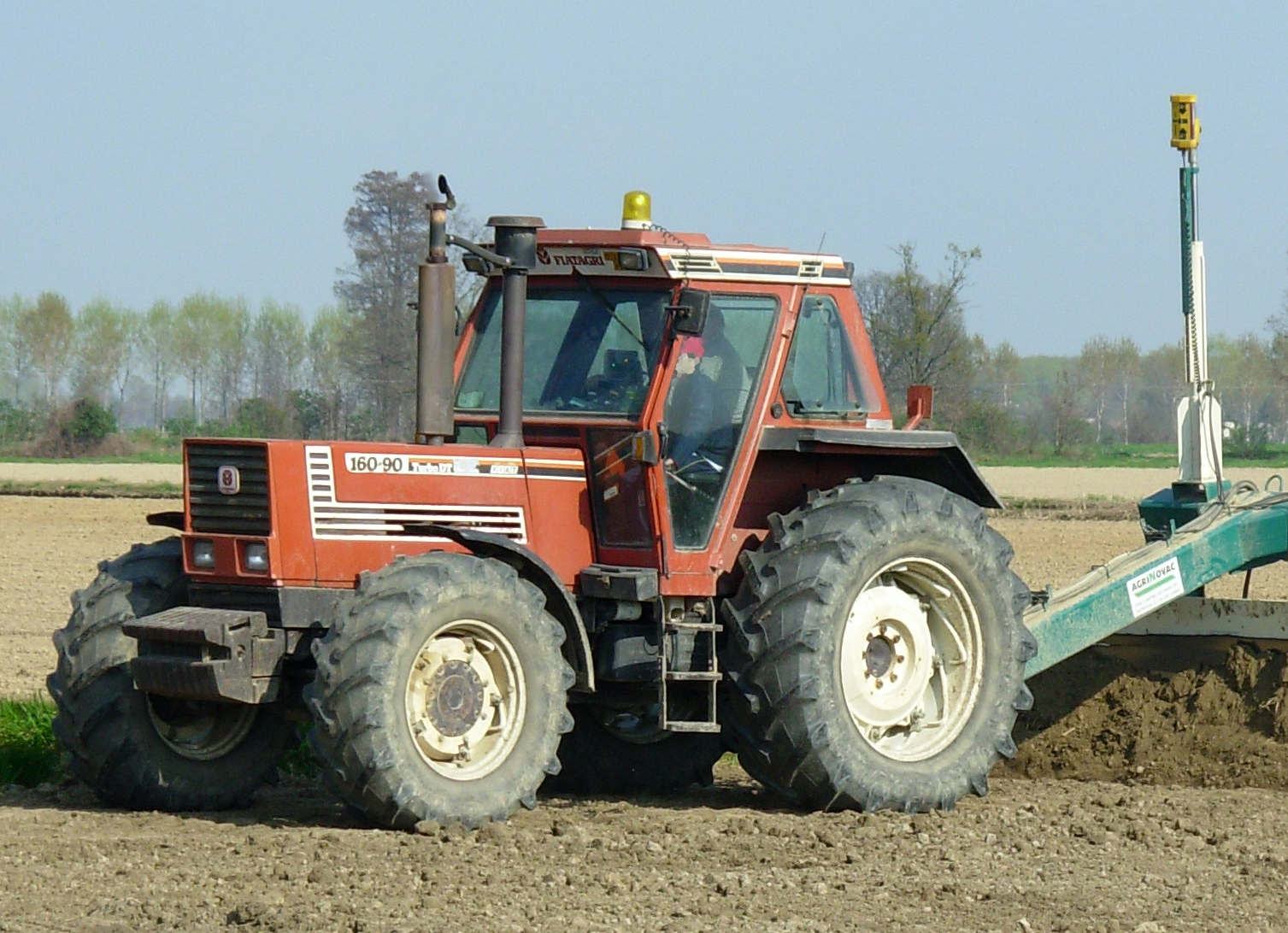
Ciągnik rolniczy FiatAgri 160-90

W 1984 FiatAgri rozpoczął produkcję historycznej serii 90, która zastąpiła serię 80 dużą liczbą nowych modeli podzielonych na dwie kategorie : średniej i małej mocy (55-90, 60-90, 65-90, 70-90, 80-90, 85-90 Turbo) i dużej mocy (115-90, 130-90 Turbo, 140-90 Turbo, 160-90 Turbo, 180-90 Turbo), napędzanych nową jednostką Fiat-Iveco 8000. Seria 90 była również sprzedawana pod markami Agrifull i Ford, a w późniejszym okresie również jako New Holland do roku 2003 na rynku europejskim. W 1984 FiatAgri przejął francuską firmę Braud.
Od 1985 firma produkowała także wersje pomostowe modeli 90-90, 100-90 i 110-90 do roku 1996 kiedy to zostały zastąpione przez serię L produkowaną już pod marką New Holland.
W 1986 FiatAgri przeniósł cześć swojej produkcji z  Modeny do Jesi. W tym samym roku, rozpoczęto produkcję gąsienicowego FiatAgri 180-55  z rewolucyjną hydrostatyczną skrzynią biegów.

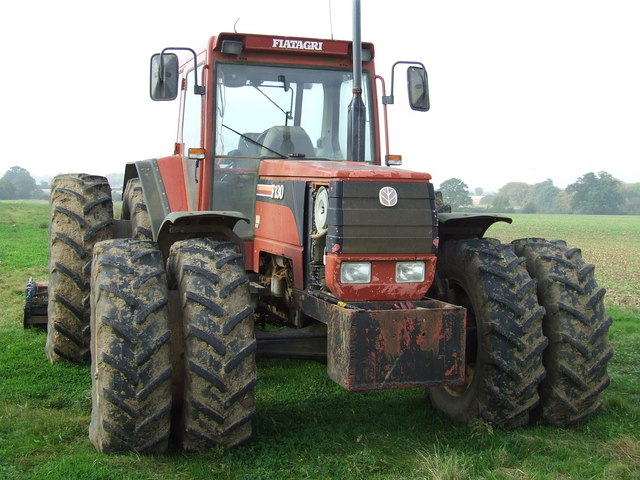
Ciągnik rolniczy FiatAgri Winner F130

Na przełomie lat 1990/91 uruchomiono produkcję serii “Winner”, składającej się z 4 modeli: F100, F110, F120 i F130 Turbo. 1993 przyniósł pojawienie się nowej serii, obejmującej F100 i F115 oraz dwa modele z Turbo, F130 i F140. Te modele produkowano do 1996.
W 1992 seria gąsienicowa 75 otrzymała nowy system kierowniczy zwany "Steering-o-matic", składający się z joysticka sterującego sprzęgłami.
Seria Winner poprzedzała uruchomienie serii “G” przeznaczonych dla dużych farm oraz serię M z modelami M100, 115, 135 i 160. Seria "G" należała do produktów VERSATILE, północnoamerykańskiej firmy która kooperowała z Fiatem w zakresie maszyn pod marką HESSTON. Seria G została zaprezentowana podczas targów "Fiera del Levante” w Bari w 1993; styl tej serii był podobny do maszyn Ford z niebieskim logo FiatAgri. Parę miesięcy później, FiatAgri s.p.a. przejął Ford Tractor Operations, który parę lat wcześniej kupił producenta kombajnów i maszyn żniwnych New Holland Inc.

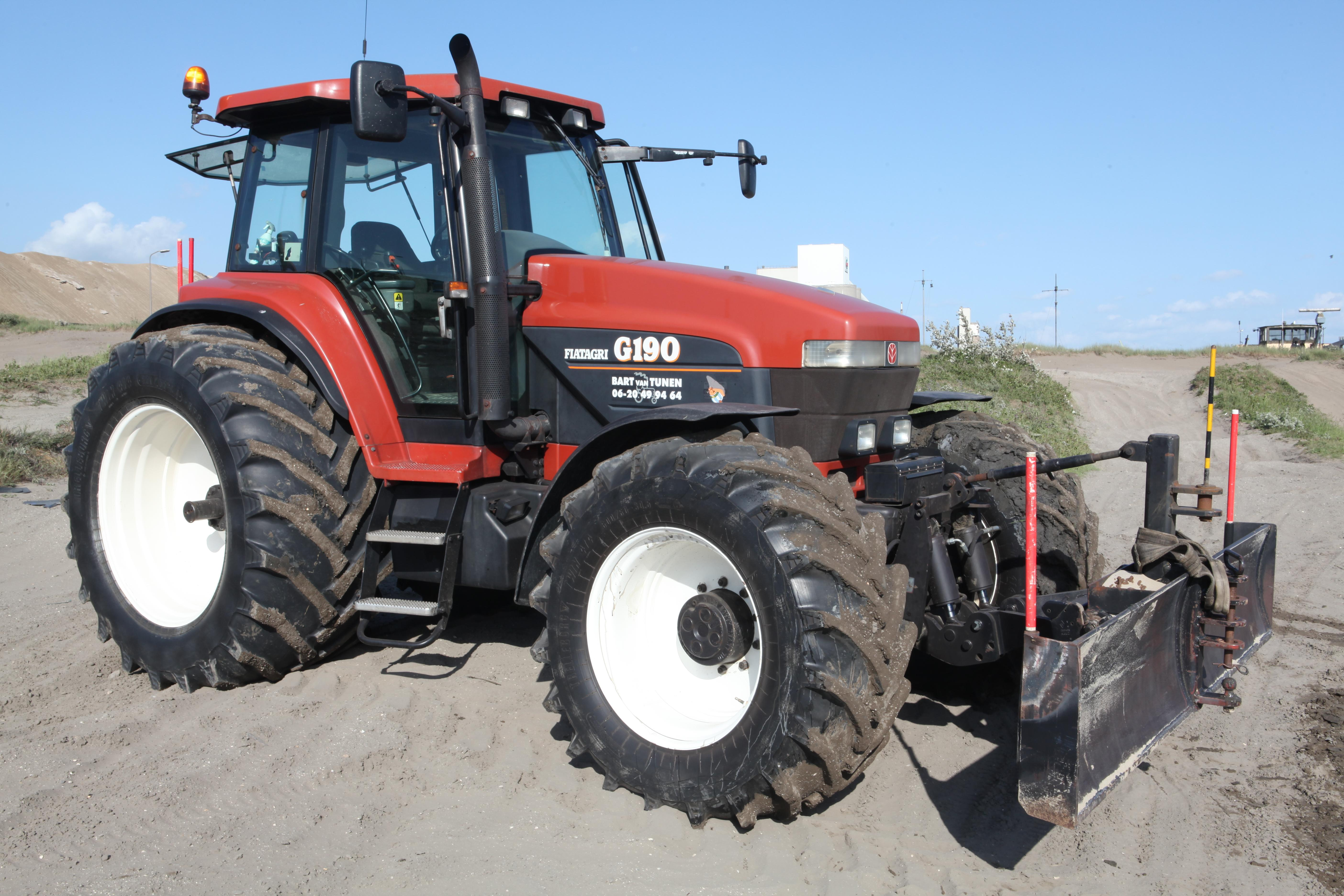
Ciągnik rolniczy FiatAgri G 190

W 1993 matczyna spółka zmieniła swoją nazwę z FIATGEOTECH na NHGEOTECH, lecz maszyny były nadal sprzedawane pod różnymi markami: FiatAgri, Ford, New Holland, Hesston, Braud, Laverda.
W 1999 seria L została zastąpiona przez serię TL oraz seria 66 została zastąpiona przez serię New Holland TD. Marki Fiatagri i Ford oraz pozostałe zniknęły robiąc miejsce dla marki New Holland. Jednak dziedzictwo tych trzech marek nie zostało zapomniane: Fiatagri przypomina się w symbolu liścia, Ford w niebieskich barwach i New Holland w marce.